# Coleslaw
Coleslaw (eller cole slaw) er en salat der primært består af hakket, rå, hvidkål, ofte tilsat revet gulerod. Der findes mange variationer af opskriften, også med andre råvarer som rødkål, ananas eller æble. De hakkede grøntsager blandes normalt med en dressing bestående af vegetabilsk olie og vineddike. De fleste moderne former for coleslaw indeholder mayonnaise, men der er mange forskellige regionale varianter, bl.a. også med sennep iblandet. Dressingen får som regel lov til at trække sammen med kålen i adskillige timer, før retten serveres. Kålen kan enten være fintrevet, skåret i strimler eller i små tern.
Coleslaw serveres normalt som tilbehør til grillmad, fish and chips og andre stegte retter. I det sydlige USA specielt sammen med stegt malle. I dette område er det også en almindelig sandwich-ingrediens, i fx grillsandwich, hamburgere og hotdogs sammen med chili og varm sennep. 

## Historie
Coleslaw blev formentlig allerede spist af de gamle romere, men den moderne form kan tidligst være opstået i det 18. århundrede, da mayonnaisen blev opfundet. Navnet ”cole slaw” bredte sig i det 18. århundrede som en delvis oversættelse fra nederlandsk ”koolsla” – en kort udgave af ”kool salade” som betyder kål-salat. Retten blev kaldt ”cold slaw” (kold slaw) i England frem til ca. 1860, da man genindførte udtrykket ”cole” som altså kunne betyde kål (Latin: colis, nederlandsk: kool).